# Promops nasutus
Promops nasutus — вид кажанів родини молосових.

## Середовище проживання
Країни поширення: Аргентина, Болівія, Бразилія, Еквадор, Гаяна, Парагвай, Суринам, Тринідад і Тобаго, Венесуела. Подібно до інших тропічних представників родини лаштує сідала в порожнинах дерев.

## Стиль життя
Комахоїдний, народжує єдине маля. 